# Chenequa (Wisconsin)
Chenequa es una villa ubicada en el condado de Waukesha en el estado estadounidense de Wisconsin. En el Censo de 2010 tenía una población de 590 habitantes y una densidad poblacional de 48,35 personas por km².

## Geografía
Chenequa se encuentra ubicada en las coordenadas 43°7′23″N 88°22′53″O / 43.12306, -88.38139. Según la Oficina del Censo de los Estados Unidos, Chenequa tiene una superficie total de 12,2 km², de la cual 9,18 km² corresponden a tierra firme y (24,77%) 3,02 km² son agua.

## Demografía
Según el censo de 2010, había 590 personas residiendo en Chenequa. La densidad de población era de 48,35 hab./km². De sus 590 habitantes, el 96,95% eran blancos, el 0,17% afroamericanos, el 0,51% amerindios, el 0,85% asiáticos, el 0% isleños del Pacífico, el 0,17% de otras razas y el 1,36% pertenecían a dos o más razas. Del total de la población el 1,02% eran hispanos o latinos de cualquier raza.